# Odontophrynus americanus
The Escuercito (Odontophrynus americanus) là một loài ếch trong họ Leptodactylidae.
Nó được tìm thấy ở Argentina, Brasil, Paraguay, Uruguay, và có thể cả Bolivia.
Các môi trường sống tự nhiên của chúng là các khu rừng khô nhiệt đới hoặc cận nhiệt đới, rừng ẩm vùng đất thấp nhiệt đới hoặc cận nhiệt đới, xavan ẩm, vùng đất ẩm có cây bụi nhiệt đới hoặc cận nhiệt đới, vùng cây bụi nhiệt đới hoặc cận nhiệt đới vùng đất cao, đồng cỏ khô nhiệt đới hoặc cận nhiệt đới vùng đất thấp, đồng cỏ nhiệt đới hoặc cận nhiệt đới vùng ngập nước hoặc lụt theo mùa, sông có nước theo mùa, hồ nước ngọt có nước theo mùa, đầm nước ngọt có nước theo mùa, vùng đồng cỏ, vườn nông thôn, các vùng đô thị, và các khu rừng trước đây bị suy thoái nặng nề.

## Hình ảnh

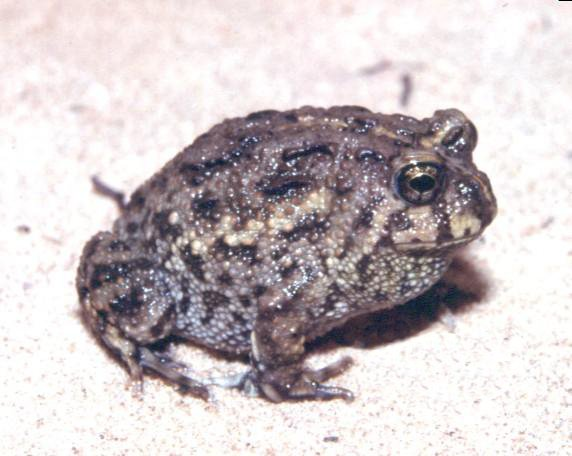
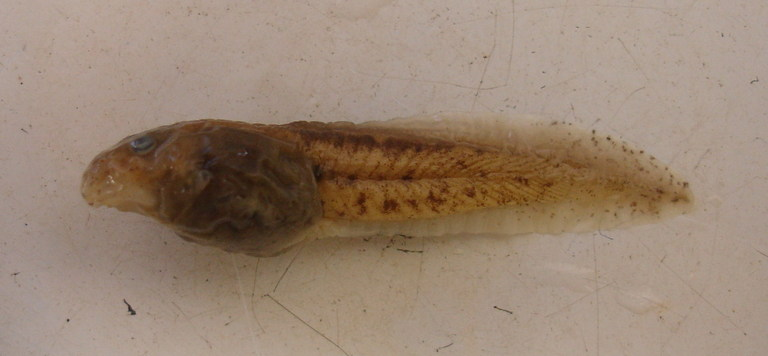
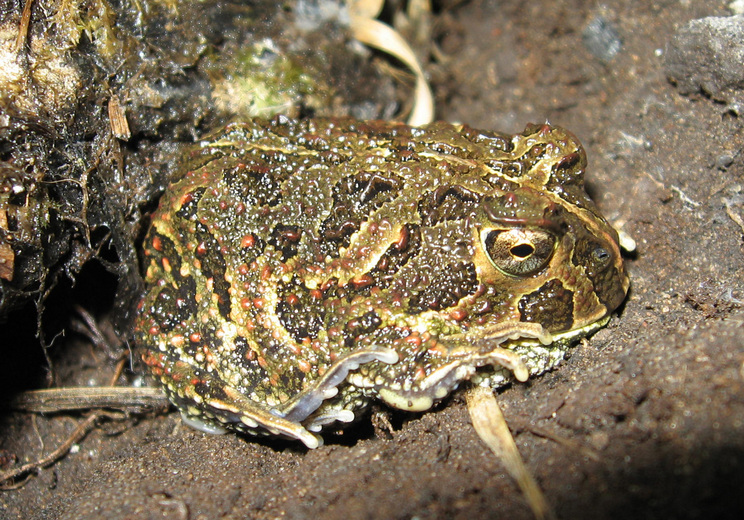
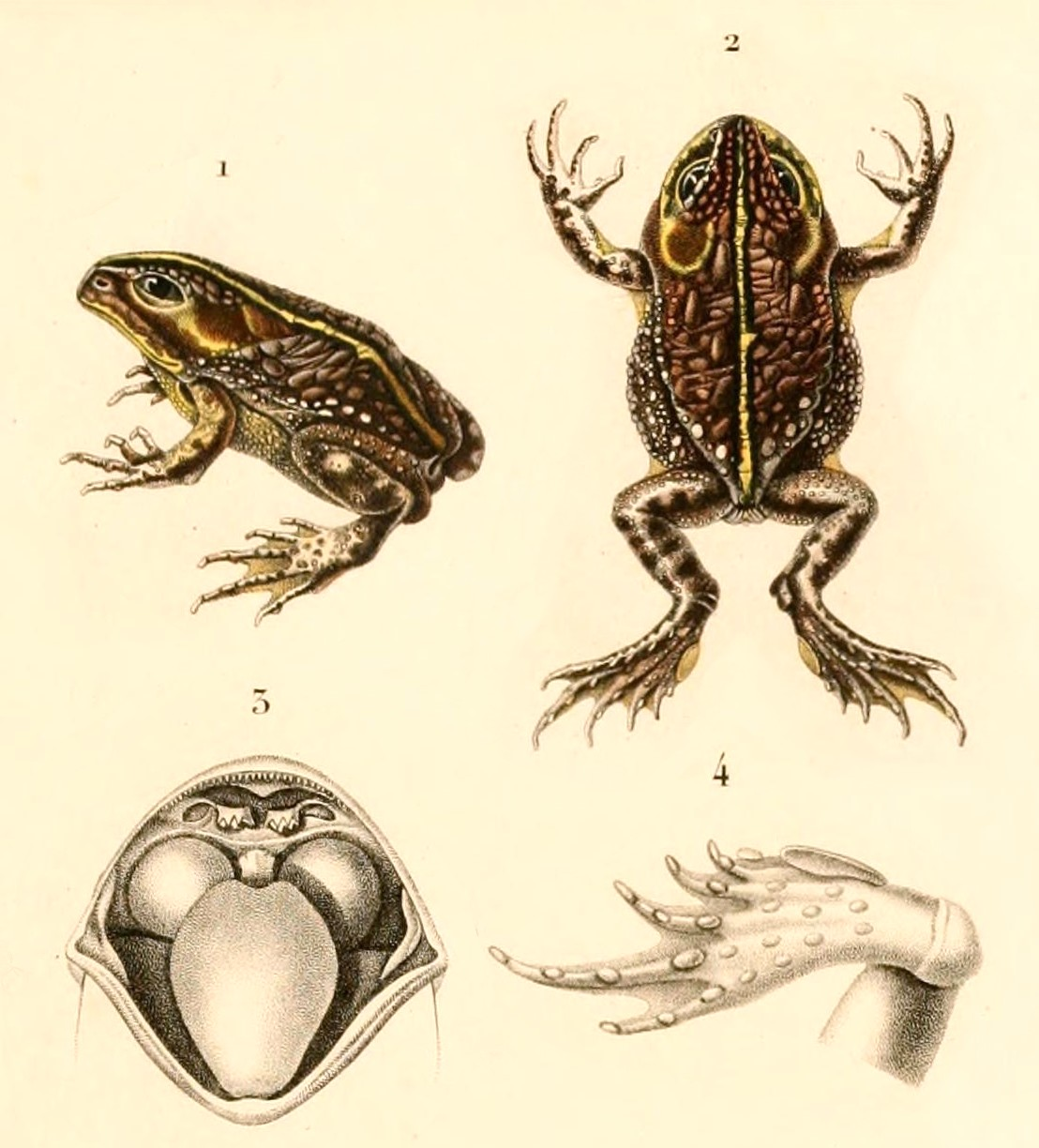